# Problem der vorgegebenen Skalarkrümmung
Das Problem der vorgegebenen Skalarkrümmung ist im mathematischen Teilgebiet der Riemannschen Geometrie das Problem, ob zu einer geschlossenen glatten Mannigfaltigkeit und einer glatten Skalarfunktion auf dieser eine Riemannsche Metrik existiert, deren Skalarkrümmung genau diese Funktion gibt. Durch Jerry Kazdan und Frank Wilson Warner ist das Problem inzwischen gut verstanden.

## Lösung
Für eine Mannigfaltigkeit mit drei oder mehr Dimensionen ist jede nicht überall positive glatte Skalarfunktion die Skalarkrümmung einer Metrik. Dabei ist die Bedingung, nicht überall positiv zu sein aufgrund der Tatsache notwendig, dass auf einigen Mannigfaltigkeiten wie etwa dem Torus keine Metrik mit ausschließlich positiver Skalarkrümmung existiert. Sobald jedoch eine solche Metrik existiert, dann ist sogar jede glatte Skalarfunktion die Skalarkrümmung einer Metrik.